# Albalat de la Ribera
Albalat de la Ribera é um município da Espanha, na província de Valência, Comunidade Valenciana. Tem 14,3 km² de área e em 2021 tinha 3 368 habitantes (densidade: 235,5 hab./km²). Pertence à comarca de Ribera Baixa, e limita com os municípios de Sueca, Polinyà de Xúquer, Algemesí e Sollana.